# Anel Hajrić
Anel Hajrić (Šempeter v Savinjski dolini, 4 maart 1996) is een Bosnisch-Sloveens voetballer die als aanvaller speelt.

## Loopbaan
Hajrić werd geboren in Slovenië, waar zijn ouders tijdens de Joegoslavische oorlogen vanuit Bosnië en Herzegovina naartoe waren gevlucht, en groeide op in Ajdovščina. Hij begon daar bij ND Primorje en doorliep vervolgens de jeugdopleiding van NK Maribor.
Hij scoorde veelvuldig voor het tweede team van Maribor in de 3. SNL maar kreeg geen kans bij de eerste selectie. Hajrić speelde vanaf 15 januari 2016 een half seizoen op huurbasis voor NK Kranj in de 3. SNL. In het seizoen 2017/18 speelde hij op huurbasis voor NK Radomlje en die club nam hem medio 2018 over van Maribor. In twee seizoenen scoorde Hajrić 51 doelpunten in 53 wedstrijden in de 2. SNL. In het seizoen 2018/19 werd hij met 35 doelpunten topscorer van de 2. SNL. In juni 2019 werd hij voor drie seizoenen gecontracteerd door de Belgische tweedeklasser Sporting Lokeren.
Hij speelde jeugdinterlands voor Slovenië en Bosnië en Herzegovina.